# Marion Ackermannová
Marion Ackermannová (* 1965 Göttingen) je německá historička umění specializovaná na umění 20. a 21. století, vysokoškolská pedagožka, kurátorka a ředitelka muzeí. Od roku 2003 do srpna 2009 byla ředitelkou Kunstmuseum Stuttgart. Od září 2009 do října 2016 řídila Kunstsammlung Nordrhein-Westfalen v Düsseldorfu. Od listopadu 2016 do ledna 2025 byla generální ředitelkou Staatliche Kunstsammlungen Dresden. Od června 2025 se stala předsedkyní nadace Stiftung Preußischer Kulturbesitz. Je předsedkyní Vědecké rady Národní galerie v Praze.

## Život
Marion Ackermannová vyrůstala v Ankaře, kde byli zaměstnáni jako lektoři její rodiče. Po maturitě studovala dějiny umění, historii a germanistiku v Kasselu, Göttingenu, Vídni a Mnichově. V roce 1995 získala doktorát na univerzitě v Göttingenu za práci o autobiografických a teoretických textech Wassily Kandinského („Rückblicke“ – Kandinskys Autobiographie im Kontext seiner frühen Schriften). Později přednášela na mnichovské Akademii umění, na univerzitě v Augsburgu a na College of Design Photo Mnichově.
Od roku 1995 do roku 2003 byla kurátorkou Städtische Galerie v mnichovském Lenbachhausu, kde primárně dohlížela na grafickou sbírku. Mimo jiné zde uspořádala výstavy: Paula Modersohn-Becker (1997), Rosemarie Trockel (2000), SchattenRisse (2001), Leggerezza (deset italských umělců) (2001), Katharina Grosse (2002) a Unreality practice (2003, Lovis Corinth, Max Slevogt, Mark Wallinger) a výstavní cyklus Dialogy o kresbě.
Společně s Goethe-Institutem, jehož je členkou, vyvinula Marion Ackermann v roce 1996 CD-ROM o Blaue Reiter, který získal Evropskou cenu multimédií.
Jmenováním na místo ředitelky v Kunstmuseum Stuttgart se ve věku 38 let stala nejmladším ředitelem velkého muzea v Německu. Zde mimo jiné jako kurátorka zahajovala úvodní výstavu Angekommen. Uspořádala první rozsáhlou výstavu děl Christiana Jankowského (2008/2009).
V září 2009 Marion Ackermannová převzala funkci ředitelky Kunstsammlung Nordrhein-Westfalen v Düsseldorfu, kde je významná sbírka moderního umění 20. století. Od listopadu 2009 do srpna 2016 řídila spolu s obchodním ředitelem Hagenem Lippe-Weißenfeldem také nadační radu muzea. Roku 2013 byla jedním ze čtyř kandidátů na uvolněné místo Centre Georges Pompidou. Jako ředitelka podporovala ženské autorky a mladé a experimentující umělce. Pod jejím vedením se düsseldorfské muzeum díky výstavním projektům prosadilo na mezinárodní scéně.
V listopadu 2014 jí byla smlouva v Düsseldorfu před uplynutím lhůty prodloužena na sedm let. V dubnu 2016 oznámila ukončení této dohody a od 1. listopadu 2016 přijala na dobu následujících osmi let místo generální ředitelky Staatliche Kunstsammlungen Dresden, kde nahradila Hertwiga Fischera, odcházejícího na místo ředitele British Museum. Roku 2018 bylo uzavřeno partnerství mezi Národní galerií v Praze a Staatliche Kunstsammlungen Dresden, jehož výsledkem je výstava Možnosti dialogu v Salmovském paláci. Roku 2025 se Ackermannová stala předsedkyní Stiftung Preußischer Kulturbesitz, významné nadace spravující část německého kulturního dědictví. 
Marion Ackermannová je vdaná za Wolfa Tegethoffa a má dvě děti.